# Delingsdorf
Delingsdorf település Németországban, Schleswig-Holstein tartományban. Lakosainak száma 2210 fő (2023. december 31.). Delingsdorf Ahrensburg községgel határos.

## Népesség
A település népességének változása:
| Lakosok száma | 948  | 2116 | 2191 | 2215 | 2279 | 2210 |
|               | 1975 | 2017 | 2019 | 2021 | 2022 | 2023 |